# Maserati Coupe
Maserati Coupe är en sportbil, tillverkad av den italienska biltillverkaren Maserati mellan 2002 och 2007.
Coupen är en vidareutveckling av Maserati 3200GT. På utsidan har aktern modifierats lätt med nya bakljus, men det är under motorhuven som den stora skillnaden sitter. Här hittar man en Ferrari-konstruerad V8 utan överladdning.
2004 introducerades en sportigare variant, kallad GranSport, med modifierad kaross och något högre effekt. Denna såldes enbart med halvautomatisk växellåda, även den ett arv från Ferrari, kallad Cambiocorsa.
Varianter:
| Modell    | Motor              | Cylindervolym | Effekt | Bränslesystem      |
| --------- | ------------------ | ------------- | ------ | ------------------ |
| Coupe     | 8-cyl V-motor dohc | 4244 cm³      | 390 hk | Bränsleinsprutning |
| GranSport | 8-cyl V-motor dohc | 4244 cm³      | 400 hk | Bränsleinsprutning |

## Spyder
Spyder är namnet på den öppna versionen. Den bygger på ett kortat chassi och är strikt tvåsitsig.

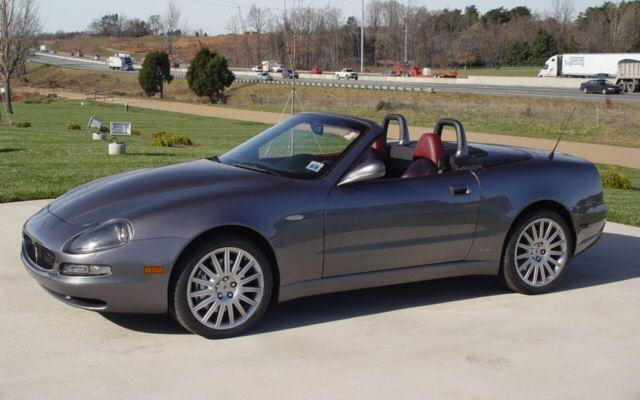
Maserati Spyder